# Tim Bogert
Tim Bogert (New York City, 27 de agosto de 1944 - 13 de enero de 2021) fue un músico de rock estadounidense, conocido por su trabajo con Vanilla Fudge y el trío Beck, Bogert & Appice.

## Biografía

### Inicios
Bogert mostró su interés por la música a temprana edad, iniciándose en el piano a los 8 años y el saxofón 5 años más tarde. Tocó el saxo en una banda local llamada Los Belltones, que más tarde evolucionó en Chessmen, el grupo fue pronto apadrinado por el discjockey Allen Frederick, quien puso a la banda a telonear a grupos como Shirelles, Crest, Earl, y Doves.
Con la llegada de la música surf y los hits ingleses de los años 60, el saxo pronto se hizo prescindible, llevando a Bogert a cambiarse al bajo. Bogert se unió entonces a un incontable número de bandas locales del área de Nueva York durante el cual conoció al teclista y vocalista Mark Stein en 1965. Entre ambos decidieron formar un grupo propio llamado inicialmente The Pigeons junto con Joey Brennan a la batería y Vince Martell a la guitarra. Al tiempo sustituyeron a Brennan por Carmine Appice, enfocando la banda hacia la psicodelia, y cambiaron su nombre por el de Vanilla Fudge.

### Vanilla Fudge, Cactus y Beck, Bogert & Appice
1967 vio el lanzamiento del primer álbum homónimo, que dio lugar al éxito de una versión rock ralentizada del tema de The Supremes titulado You Keep Me Hanging On.
La banda edita un puñado de álbumes y se disuelve hacia 1970, Bogert y Appice optan por unirse a Jeff Beck y al cantante Rod Stewart, pero Beck tuvo grave accidente de coche al poco y rompió la iniciativa en sus inicios. Entonces formaron Cactus junto con el guitarrista Jim McCarty y el cantante Rusty Day. Aunque editaron cuatro álbumes en dos años, tuvieron póco éxito comercial y disolvieron el grupo.
Cuando Jeff Beck se recuperó finalmente del accidente se unió a ellos, aunque Rod Stewart siguió junto a Faces, y más tarde su carrera en solitario. La nueva y potente banda logró un hit radiofónico con una versión del Superstition de Stevie Wonder. Tomaron una gran fuerza en directo, muestra de ello fue el disco en directo publicado sólo en Japón. Aun así, el trío se acabaría disolviendo.

### Otros proyectos
Tras volver a Los Ángeles a principios de los años 1980, Bogert se unió a Bobby & the Midnites, el proyecto alternativo de Bob Weir, de los Grateful Dead. A pesar de girar con ellos, antes de la publicación del disco homónimo, fue sustituido por Alphonso Johnson. En 1981 Bogert tocó en directo con el guitarristas Rick Derringer, tras la publicación del disco en solitario de este último titulado Progressions.
Un segundo intento llegó en 1983, Master's Brew, así como una reunión de Vanilla Fudge, junto con Appice, Stein y Martell, dando como resultado un nuevo disco de estudio llamado Mystery. Al mismo tiempo, Bogert, se convirtió en miembro del Instituto de Música de Hollywood, donde sirvió durante 18 años. Volvió al trabajo de sesión en 1990.
En 1999 fue admitido en la Avenida de las Estrellas del Rock de Hollywood, junto con otros renombrados bajistas como Billy Sheehan, Tony Levin, Larry Graham, Bootsy Collins y Stanley Clarke. Ese mismo año se reunió con su amigo Appice para un par de proyectos: una semi reunió de Vanilla Fudge y un nuevo trío con el guitarrista japonés Char, discípulo de Jeff Beck bajo el nombre de Char, Bogert & Appice, publicando el álbum Live in Japan.
Las reuniones con Appice continuaron en el siglo XXI y formaron otro trío con Rick Derringer, para publicar el disco DBA en el 2001. Bogert giraría una vez más como Vanilla Fudge, aunque abandonaría la banda hacia fines de los 2010.

### Fallecimiento
Bogert falleció el 13 de enero de 2021, a los setenta y seis años. La noticia fue confirmada por el músico Carmine Appice, con quien compartió varios proyectos musicales: «Mi amigo Tim Bogert ha fallecido hoy. Fue como un hermano para mí. Fue mi amigo durante más de cincuenta años».